# سرفل كبير البذور
سرفل كبير البذور (الاسم العلمي:Chaerophyllum macrospermum) هو نوع من النباتات يتبع جنس السرفل من الفصيلة الخيمية.